# Бријен Бенсон
Бријен Бенсон (енгл. Breanne Benson; Тирана, 22. април 1984) је америчка порно глумица албанског порекла.

## Каријера
Бријен је рођена у Тирани, Албанија, а убрзо се преселила у Италију одакле је емигрирала у САД, са седам година. Тамо је студирала психологију после средње школе. Њен први филм је био „Cockless 23“ са Тањом Џејмс у главној улози. Ушла је у порно индустрију надајући се да нико неће сазнати, али је откривена од девојке из средње школе у коју је ишла, пошто ју је видела на сајту welivetogether.com. Убрзо након тога сазнала је и њена старија сестра.
Када је Бријен закорачила у порно индустрију 2003, учествовала је само у фото сесијама. Након тога снимала је и соло сцене, а касније и лезбо. На крају 2004. напушта порно индустрију и креће са наступима у познатом стриптиз клубу Сперминт Рајно у Индустрију, Калифорнија. Бенсон се враћа порно индустрији у јуну 2009. У новембру исте године, креће са сценама са мушкарцима.
Почетком 2010, она је била део промоције новог 3Д ТВ система на AVN Adult Entertainment Expo у Лас Вегасу. У вези са тим, појавила се у неколико филмова који су међу првим порнографским 3Д продукције.
Часопис Пентхаус је прогласио „љубимицом“ (енгл. Penthouse Pet) за месец јануар 2011. године.

## Награде и номинације
- 2005 AVN Награда номинована - Best All-Girl Sex Scene – Hook Ups 5 with Isabella Camille.[10]
- 2011 AVN Награда номинована - Best All-Girl Three-Way Sex Scene – Lust with Alektra Blue, Asa Akira[11]
- 2011 AVN Награда номинована - Best Group Sex Scene – The Breakfast Club: A XXX Parody with Tessa Taylor, Brooke Van Buuren & Levi Cash[11]
- 2011 XBIZ Награда номинована - Female Performer of the Year[12]
- 2012 AVN Награда номинована - Best Oral Sex Scene – American Cocksucking Sluts with Kagney Linn Karter, Allie Haze[13]